# Lloyd Austin
Lloyd James Austin III (ur. 8 sierpnia 1953 w Mobile) – amerykański dowódca wojskowy, sekretarz obrony Stanów Zjednoczonych w latach 2021-2025, generał United States Army, dowódca Centralnego Dowództwa USA (w latach 2013–2016), zastępca szefa sztabu U.S. Army w latach 2012–2013, od 2010 do 2011 dowódca sił zbrojnych Stanów Zjednoczonych w Iraku.

## Życiorys

### Młodość i wykształcenie
Urodził się 8 sierpnia 1953 w Mobile w Alabamie, natomiast dorastał w Thomasville. W 1975 roku ukończył United States Military Academy at West Point. Zdobył tytuł Master of Arts na Auburn University i Master of Business Administration na Webster University. Ukończył studia podyplomowe na United States Army War College i United States Army Command and General Staff College.

### Kariera wojskowa

#### Wczesna kariera
Po ukończeniu West Point Lloyd Austin został mianowany na stopień podporucznika. Został przydzielony do 3 Dywizji Piechoty. Następnie został przydzielony do 82 Dywizji Powietrznodesantowej (dowodził kompanią wsparcia), ponadto dowodził 508 Regimentem Piechoty.
Od września 2005 do października 2006 pełnił funkcję szefa sztabu Centralnego Dowództwa Stanów Zjednoczonych. W lutym 2008 roku został dowódcą Sił Wielonarodowych w Iraku. Od sierpnia 2009 roku do sierpnia 2010 pełnił funkcję przewodniczącego Kolegium Połączonych Szefów Sztabów. Od września 2010 roku do zakończenia operacji „Operacji Nowy Świt” w grudniu 2011 Lloyd Austin dowodził siłami zbrojnymi Stanów Zjednoczonych w Iraku. Od stycznia 2012 do marca 2013 roku był zastępcą szefa sztabu U.S. Army.

#### Dowódca CENTCOM
22 marca 2013 Lloyd Austin objął funkcję dowódcy Centralnego Dowództwa Stanów Zjednoczonych. W związku z małą liczbą wystąpień publicznych Lloyda Austina podczas prowadzonej wojny z samozwańczym Państwem Islamskim dziennik „The New York Times” nazwał go „niewidzialnym generałem”. Po zdobyciu Mosulu w czerwcu 2014 roku Austin nadzorował realizację i opracowywanie planu kampanii wojskowej mającej na celu zwalczanie ISIS. 5 kwietnia 2016 w Joint Base Myer–Henderson Hall odbyła się ceremonia przejścia Austina na emeryturę.

### Praca w sektorze prywatnym
W kwietniu 2016, po fuzji z United Technologies Corporation, Lloyd Austin dołączył do zarządu Raytheon Technologies. 18 września 2017 został członkiem rady dyrektorów Nucor. 29 maja 2018 został dyrektorem niezależnym Tenet Healthcare.

### Sekretarz obrony Stanów Zjednoczonych
8 grudnia 2020 Joe Biden nominował Lloyda Austina na stanowisko sekretarza obrony Stanów Zjednoczonych. 22 stycznia 2021 Senat Stanów Zjednoczonych stosunkiem głosów 93–2 zatwierdził nominację Lloyda Austina na to stanowisko. Tego samego dnia został zaprzysiężony, stając się pierwszym w historii USA czarnoskórym sekretarzem obrony.
21 marca 2021 Austin spotkał się z prezydentem Afganistanu Aszrafem Ghanim. Po opuszczeniu Afganistanu przez Siły Zbrojne Stanów Zjednoczonych, rozpoczęła się ofensywa talibów. Lloyd Austin brał udział w tajnym spotkaniu, które odbyło się w White House Situation Room i prowadził rozmowy dotyczące ofensywy talibów z innymi członkami gabinetu. W sierpniu 2021 władzę w kraju przejęli talibowie.
12 maja 2021 Lloyd Austin w rozmowie telefonicznej z Benim Gancem potępił ataki rakietowe nieuznawanej przez Stany Zjednoczone za państwo Palestyny na terytorium Izraela, oraz poinformował o „żelaznym poparciu Departamentu Obrony dla uzasadnionego prawa Izraela do obrony”.

## Odznaczenia
- Order Księcia Jarosława Mądrego II klasy (2022)[24]
- Wielki Krzyż Orderu „Za Zasługi dla Litwy” (Litwa, 2023)[25]
- Order Krzyża Ziemi Maryjnej II Klasy (Estonia, 2024)[26]